# Poienile Izei
Poienile Izei là một xã thuộc hạt Maramureș, România. Dân số thời điểm năm 2002 là 1034 người.